# Cetema cereris
Cetema cereris ist eine Fliege aus der Familie der Halmfliegen (Chloropidae).

## Merkmale
Die Fliegen erreichen eine Körperlänge von 3 bis 3,5 mm. Auf dem gelben Kopf befindet sich ein großes schwarzes Ocellendreieck. Die Fühlerborsten (Arista) sind weiß. Halsschild und Hinterleib sind schwarz, das Schildchen gelb. Die Beine sind gelb, die Tibia etwas dunkler.

## Vorkommen und Lebensweise
Cetema cereris ist paläarktisch verbreitet. Sie kommt in Europa fast überall vor. Die Art ist auch in Großbritannien vertreten. Im Norden reicht ihr Vorkommen bis nach Nordfinnland (Rovaniemi). Nach Osten erstreckt sich ihr Verbreitungsgebiet bis an die russische Pazifikküste und nach Japan. Cetema cereris fliegt von Juni bis in den September hinein. Der bevorzugte Lebensraum der Fliegenart bilden Wiesen. Die Fliegenlarven minieren in den Halmen von Süßgräsern (Poaceae).

## Taxonomie
Die Art wurde 1820 von Carl Fredrik Fallén als Oscinis cereris erstbeschrieben. Es ist die einzige transpaläarktische Art der Gattung. Es werden zwei Subspezies unterschieden. Cetema cereris cereris kommt in der West-Paläarktis (Europa) vor, während Cetema cereris orientalis im südlichen Fernen Osten Russlands sowie in Japan vorkommt.